# Zethenia obscura
Zethenia obscura là một loài bướm đêm trong họ Geometridae.